# Golden Raspberry Awards 2017
De Golden Raspberry Awards 2017-uitreiking vond plaats op 3 maart 2018, een dag voor de uitreiking van de Oscars. De prijzen werden toegekend aan de slechtste uitvoeringen betreffende film uit 2017. Het was de 38e editie van dit evenement. Transformers: The Last Knight kreeg de meeste nominaties, namelijk negen, gevolgd door Fifty Shades Darker met acht nominaties.

## Genomineerden en winnaars
| "Winnaar"* |

| Categorie                                                                           | Nominaties                                                                                              |
| ----------------------------------------------------------------------------------- | --- |
| Slechtste film                                                                      | The Emoji Movie (Columbia Pictures)                                                                     |
| Slechtste film                                                                      | Baywatch (Paramount Pictures)                                                                           |
| Slechtste film                                                                      | Fifty Shades Darker (Universal Pictures)                                                                |
| Slechtste film                                                                      | The Mummy (Universal Pictures)                                                                          |
| Slechtste film                                                                      | Transformers: The Last Knight (Paramount Pictures)                                                      |
| Slechtste acteur                                                                    | Tom Cruise in The Mummy                                                                                 |
| Slechtste acteur                                                                    | Jamie Dornan in Fifty Shades Darker                                                                     |
| Slechtste acteur                                                                    | Johnny Depp in Pirates of the Caribbean: Dead Men Tell No Tales                                         |
| Slechtste acteur                                                                    | Mark Wahlberg in Daddy's Home 2 en Transformers: The Last Knight                                        |
| Slechtste acteur                                                                    | Zac Efron in Baywatch                                                                                   |
| Slechtste actrice                                                                   | Tyler Perry (verkleed als vrouw) in Boo 2! A Madea Halloween                                            |
| Slechtste actrice                                                                   | Dakota Johnson in Fifty Shades Darker                                                                   |
| Slechtste actrice                                                                   | Emma Watson in The Circle                                                                               |
| Slechtste actrice                                                                   | Jennifer Lawrence in Mother!                                                                            |
| Slechtste actrice                                                                   | Katherine Heigl in Unforgettable                                                                        |
| Slechtste mannelijke bijrol                                                         | Mel Gibson in Daddy's Home 2                                                                            |
| Slechtste mannelijke bijrol                                                         | Anthony Hopkins in Collide en Transformers: The Last Knight                                             |
| Slechtste mannelijke bijrol                                                         | Javier Bardem in Mother! en Pirates of the Caribbean: Dead Men Tell No Tales                            |
| Slechtste mannelijke bijrol                                                         | Josh Duhamel in Transformers: The Last Knight                                                           |
| Slechtste mannelijke bijrol                                                         | Russell Crowe in The Mummy                                                                              |
| Slechtste vrouwelijke bijrol                                                        | Kim Basinger in Fifty Shades Darker                                                                     |
| Slechtste vrouwelijke bijrol                                                        | Goldie Hawn in Snatched                                                                                 |
| Slechtste vrouwelijke bijrol                                                        | Laura Haddock in Transformers: The Last Knight                                                          |
| Slechtste vrouwelijke bijrol                                                        | Sofia Boutella in The Mummy                                                                             |
| Slechtste vrouwelijke bijrol                                                        | Susan Sarandon in A Bad Moms Christmas                                                                  |
| Slechtste duo                                                                       | Elke twee irritante emojis in The Emoji Movie                                                           |
| Slechtste duo                                                                       | Iedere combinatie van twee mensen, twee robots en twee explosies in Transformers: The Last Knight       |
| Slechtste duo                                                                       | Iedere combinatie van twee personages, seksspeeltjes en seksuele posities in Fifty Shades Darker        |
| Slechtste duo                                                                       | Johnny Depp en zijn uitgeputte Jack Sparrow-routine in Pirates of the Caribbean: Dead Men Tell No Tales |
| Slechtste duo                                                                       | Tyler Perry met zijn oude jurk en versleten pruik in Boo 2! A Madea Halloween                           |
| Slechtste Prequel, Remake, Rip-off of Sequel                                        | Fifty Shades Darker                                                                                     |
| Slechtste Prequel, Remake, Rip-off of Sequel                                        | Baywatch                                                                                                |
| Slechtste Prequel, Remake, Rip-off of Sequel                                        | Boo 2! A Madea Halloween                                                                                |
| Slechtste Prequel, Remake, Rip-off of Sequel                                        | The Mummy                                                                                               |
| Slechtste Prequel, Remake, Rip-off of Sequel                                        | Transformers: The Last Knight                                                                           |
| Slechtste regisseur                                                                 | Tony Leondis voor The Emoji Movie                                                                       |
| Slechtste regisseur                                                                 | Alex Kurtzman voor The Mummy                                                                            |
| Slechtste regisseur                                                                 | Darren Aronofsky voor Mother!                                                                           |
| Slechtste regisseur                                                                 | James Foley voor Fifty Shades Darker                                                                    |
| Slechtste regisseur                                                                 | Michael Bay voor Transformers: The Last Knight                                                          |
| Slechtste scenario                                                                  | The Emoji Movie                                                                                         |
| Slechtste scenario                                                                  | Baywatch                                                                                                |
| Slechtste scenario                                                                  | Fifty Shades Darker                                                                                     |
| Slechtste scenario                                                                  | The Mummy                                                                                               |
| Slechtste scenario                                                                  | Transformers: The Last Knight                                                                           |
| De genomineerde film die zo slecht was dat je er van hield (i.s.m. Rotten Tomatoes) | Baywatch                                                                                                |
| De genomineerde film die zo slecht was dat je er van hield (i.s.m. Rotten Tomatoes) | Fifty Shades Darker                                                                                     |
| De genomineerde film die zo slecht was dat je er van hield (i.s.m. Rotten Tomatoes) | The Emoji Movie                                                                                         |
| De genomineerde film die zo slecht was dat je er van hield (i.s.m. Rotten Tomatoes) | The Mummy                                                                                               |
| De genomineerde film die zo slecht was dat je er van hield (i.s.m. Rotten Tomatoes) | Transformers: The Last Knight                                                                           |
| The Razzie Redeemer Award                                                           | Hollywood (na MeToo)                                                                                    |
| Barry L. Bumstead Award                                                             | CHiPs                                                                                                   |